# Траншея

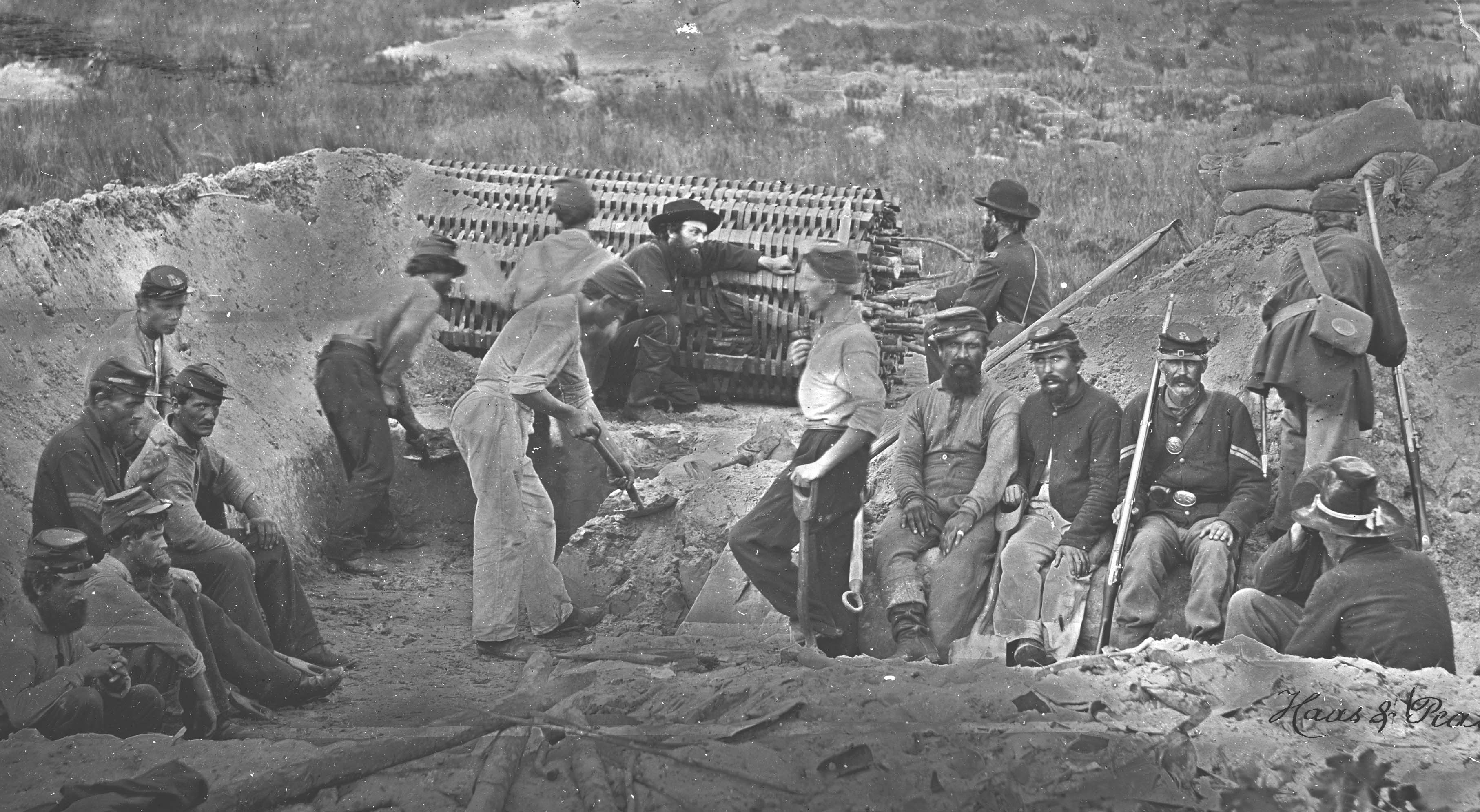
Сапёры 1-го Нью-Йоркского добровольческого инженерного полка отрывают траншею, на Моррис-Айленд, видна фашина, 1863 год.

Транше́я (фр. tranchée) — открытая выемка в грунте, как правило, трапециевидного сечения, и необходимой длины (от десятков метров до тысяч километров, при прокладке газо-нефтепроводов).
Ранее траншея — апроша, подступ (Laufgraben), прикоп, ров, для подхода осаждающего к крепости.

## Военное дело

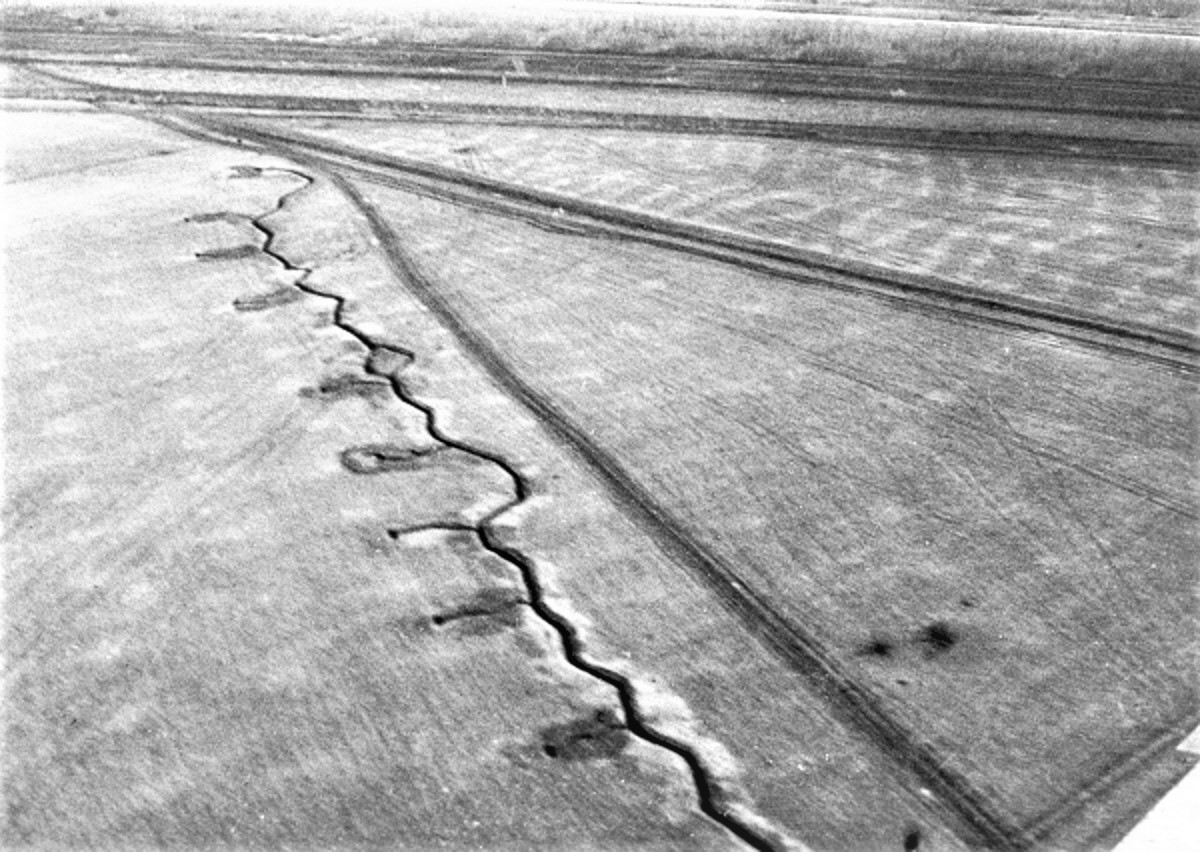
Линия обороны советских войск под Одессой, 1944 год.

В военном деле многих государств мира с давних времен использовались траншеи, само название пришло из французского языка. По-русски имела другие названия — подступ, приступная, подходная канава, прикоп, ров, зубчатый ров.
Траншея, прикрытая валом, земляными мешками или турами, устраиваемая (заложеная) в осадной войне атакующим под выстрелами с крепости и служившая стрелковым прикрытием и закрытым сообщением от этого прикрытия с тылом называлась — сапа, отсюда и сапёры, те кто их отрывал.
В вооруженных силах траншея (окоп) используется главным образом для защиты личного состава от огня противника.
Траншея, как способ защиты от резко увеличившейся интенсивности оружейного огня (с появлением в армиях пулемётов), получила широкое распространение во время Первой мировой войны и не потеряла актуальности и в наше время.
В РККА ВС СССР траншея являлась основным боевым элементом оборонительной полосы войск в полевых условиях обороны, и при этом обеспечивала:
- ведение многослойного, настильного, косоприцельного и фланкирующего огня в 400-метровой полосе перед передним краем обороны;
- манёвр огнём и живой силой;
- упорную круговую противотанковую и противопехотную оборону;
- скрытное сообщение вдоль фронта;
- бесперебойную связь и надёжное управление боем.

При инженерного оборудования обороны система сплошных траншей является её основой, при этом первая или основная траншея оборудуется по переднему краю обороны, и её начертание определяется условиями местности, обстрела и обзора с тем, чтобы перед передним краем была обеспечена сплошная полоса фронтального и косоприцельного огня стрелкового оружия и прежде всего пулемётов, в полосе до 400 метров. Исходя из оперативных или тактических условий закладываются вторая, третья и так далее траншеи.
При отрывке траншей должны быть соблюдены следующие параметры:
- глубина (1,5 метра (полного профиля) или 1,1 метра (основного или нормального профиля) + бруствер 0,30 — 0,40 метра) обеспечивающая движение военнослужащего в полный рост;
- ширина, по дну, 0,70 метра;
- стрелковая ступень делается на глубине 1,05 метра;
- фасы (изломы траншей), с целью предохранения от продольного обстрела и поражения осколками при прямом попадании делались, сообразуясь с обороняемой местностью, и длина одного фаса должна была быть в пределах 5 — 10 метров;
- оборудование площадок для стрелков, снайперов, автоматчиков, пулемётчиков и так далее.

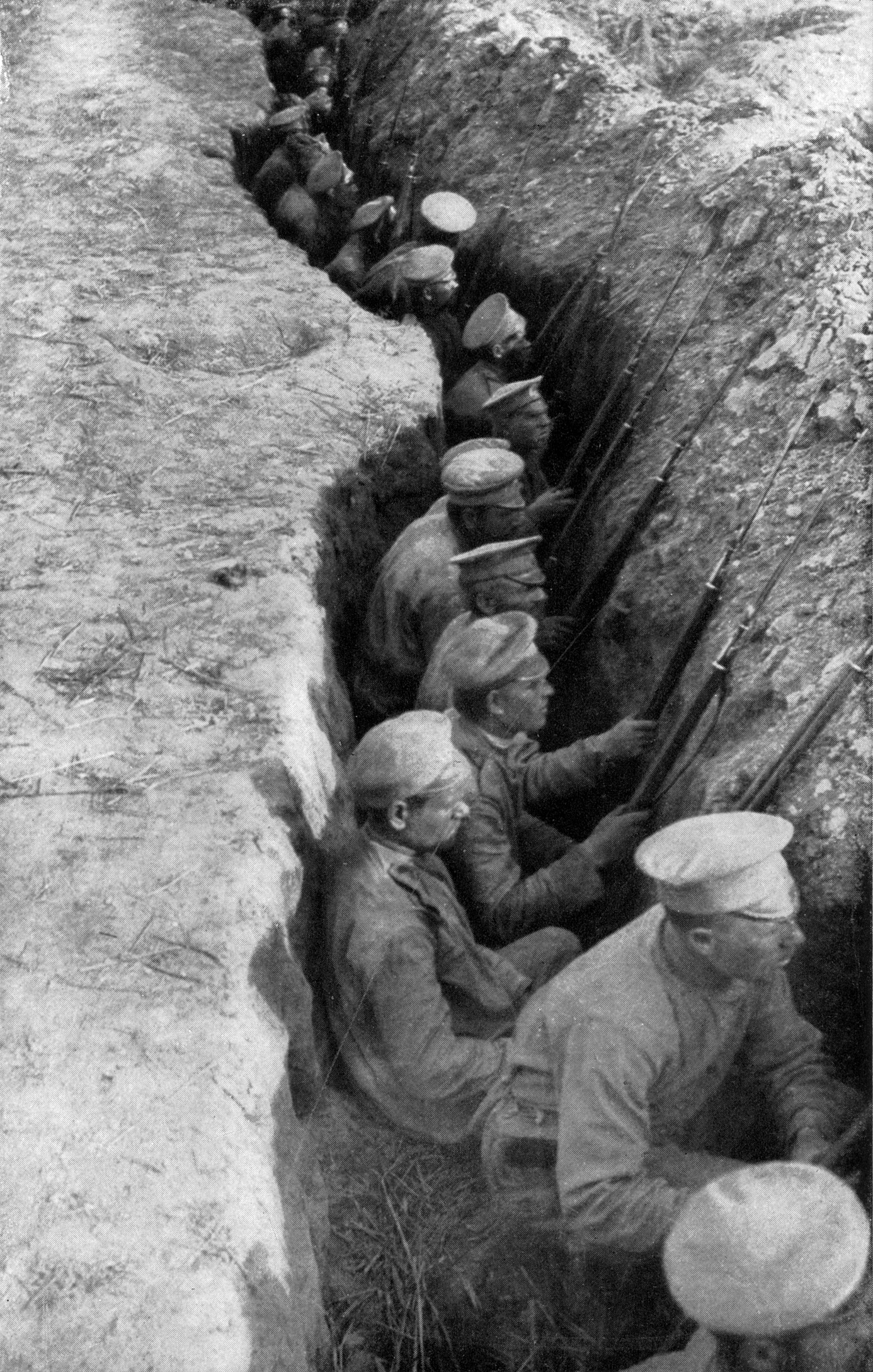
Русские стрелки в траншее.
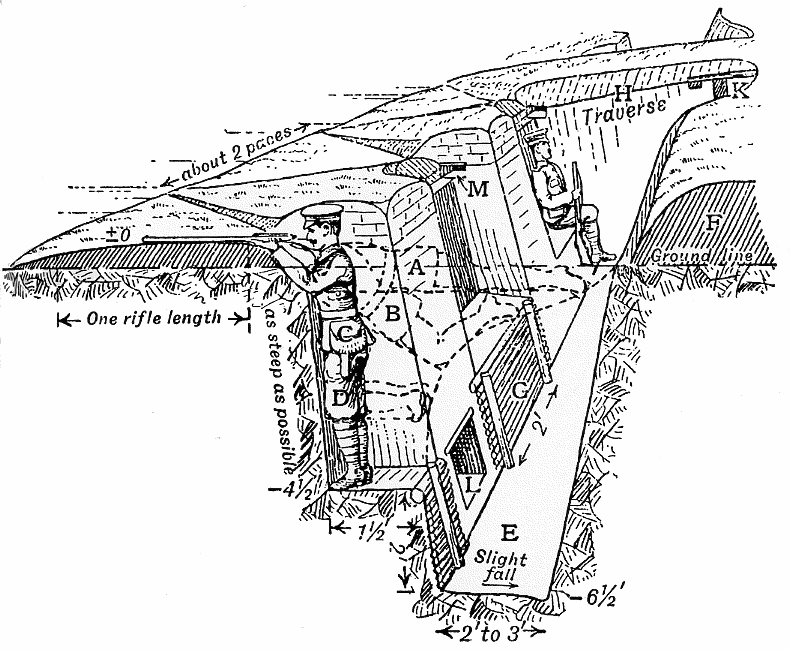
Схема окопа полного профиля (траншеи) из руководства для британской пехоты 1914 года.

## Иное
Траншею больших размеров называют рвом. Отрывка траншеи производится как с помощью специальной техники (экскаваторов различных типов и другой техники), так и, где это невозможно, вручную. Выкапывают траншею при прокладке коммуникаций (водо- и газопроводов, силовых электрокабелей и кабелей связи).

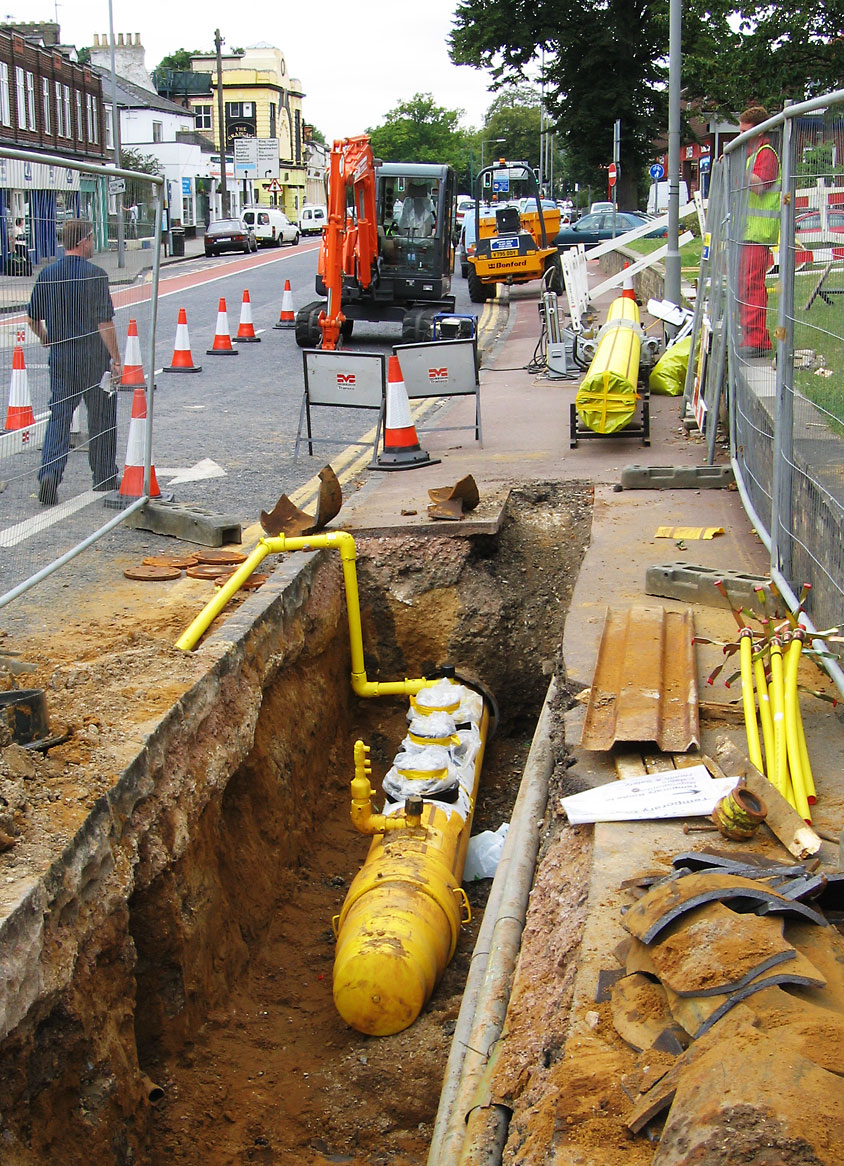
Траншея в городе при ремонте газопровода.